# Automolis pallidicosta
Automolis pallidicosta är en fjärilsart som beskrevs av Gustaaf Hulstaert 1923. Automolis pallidicosta ingår i släktet Automolis och familjen björnspinnare. Inga underarter finns listade i Catalogue of Life.